# Tahia Carioca
Pour les articles homonymes, voir Carioca.
Tahia Carioca (en arabe : تحية كاريوكا), de son vrai nom Badaweya Muhammad Ali el Nidani (en arabe : بدوية تحية محمد علي النيداني), née le 22 février 1915 à Ismaïlia (Égypte) et morte le 20 septembre 1999 au Caire (Égypte), est une danseuse et actrice égyptienne.

## Biographie

### Jeunesse
Née dans la ville de Ismailia en Égypte, la famille de Tahia Carioca la décourage de faire carrière dans le monde de la danse. Ne s'entendant pas avec son père et ses frères, Tahia Carioca part pour Le Caire et trouve refuge auprès de Suad Mahasen, un ancien voisin, possédant un club dans la capitale. Tahia insiste mais Suad Mahasen refuse de la faire danser dans son établissement car il affirme que travailler dans une boîte de nuit a mauvaise réputation. Tous les amis de Suad Mahasen, décelant le talent de la jeune Tahia Carioca, le conseillent également de la faire apparaître comme chanteuse dans les spectacles mais il refuse.

### Le cabaret de Madame Badia Masabni
Trop tard pour Suad Mahasen ! La jeune danseuse se voit offrir un rôle dans les spectacles du Casino Opera, le célèbre cabaret détenu par Badia Masabni qui a vu débuter toutes les danseuses stars de l'époque. Elle rejoint la troupe et se voit donner le nom de Tahiya Mohamed. Tahia est si appréciée du public qu'elle devient danseuse soliste dans le spectacle. Elle fait alors la découverte de la samba, nouvelle danse du Brésil popularisée par le premier film du couple Fred Astaire-Ginger Rogers. La danseuse incorpore cette danse, alors appelée carioca, à ses performances. Tahia Carioca est née.

### Le cinéma
En 1936, sa carrière de danseuse est à son apogée. Elle danse notamment pour le mariage du roi Farouk. La légende dit que Tahia Carioca aurait d'ailleurs giflé ce dernier qui avait glissé un glaçon dans sa robe.
Parallèlement à sa carrière dans la danse orientale, Tahia Carioca tourne au cinéma dans plus de 120 films. Elle y joue souvent des rôles de femmes séductrices, à l'image des stars de cinéma américaines de l'époque, glamour et vamp. On surnomme d'ailleurs aujourd'hui Tahia Carioca la "Marilyn Monroe du Monde Arabe". Sa carrière décolle à partir de son rôle, en 1935, dans La Femme et le Pantin. La Sangsue est également un film marquant de sa carrière puisqu'il sera présenté au Festival International du Film de Cannes en 1956
Tahia Carioca est sans nul doute une des trois grandes figures de ce que l'on appelle aujourd'hui L'Âge d'or du cinéma égyptien, aux côtés d'autres danseuses comme Neima Akef et Samia Gamal. Elle met fin à sa carrière de danseuse en 1963.
À la suite de cela, elle s'implique davantage dans le théâtre, joue sur les planches et dirige son propre théâtre au Caire. Puis, plus tardivement, pour la télévision, notamment dans des feuilletons s'apparentant à des soap operas. Elle quitte complètement l'écran à la fin des années 1980.

### Vie personnelle
Tahia se marie 14 fois, notamment avec l'acteur Rushdy Abaza, l'auteur de théâtre Fayez Halawa, un pilote, un médecin ou encore un officier de l'armée américaine rencontré pendant la Seconde Guerre mondiale. Ne pouvant pas avoir d'enfant, Tahia adopte une fille, Atiyat Allah, et est également proche des enfants de ses époux.
Outre ses multiples mariages, Tahia Carioca est également connue pour son franc-parler et ses prises de position politiques. En 1953, elle est arrêtée et emprisonnée 3 mois pour ses activités communistes.
Tahia décède d'une attaque cardiaque le 19 septembre 1999, peu de temps après son retour de la 'Omra.

## Filmographie
- 1942 : J'aime les erreurs (Ahib Al ghalat)
- 1943 : Rêves de jeunesse (Ahlam El shabab)
- 1944 : Naduga
- 1944 : Le Bonnet magique (Rabiha-takiet el ekhfaa)
- 1944 : Taqiyyat al ikhfa
- 1945 : Aheb el baladi
- 1945 : Premier Amour (Hub El awal, El)
- 1945 : Vendredi soir (Lailat el jumaa)
- 1946 : Je ne peux pas (Ma akdarshi)
- 1946 : Najaf
- 1946 : Sois Patient (Sabr tayeb, El)
- 1946 : La Femme et le pantin (Li'bat al sitt)
- 1948 : Amour et Folie (Hub wa junun)
- 1948 : Fils de paysan (Ibn el fellah)
- 1948 :  Longue vie à l'Art (Yahia el fann)
- 1949 : La Grande Maison (El bait el kabir) : Latifa
- 1949 : Amour de danseuse (Aheb el raks)
- 1949 :  La Princesse de l'Île (Amirat el djezira)
- 1949 : Le Meurtrier (Katel, El)
- 1949 : Le foulard de la belle (Mandeel al helu)
- 1950 :  Une grande famille (Akbal el bakari)
- 1950 : Mon œil clignote (Ayni bi-triff)
- 1951 : Mme Feiruz (Feiruz hanem)
- 1951 : Ibn el halal
- 1951 : Mon père m'a trompé (Khadaini abi)
- 1952 : Une nuit d'amour (Lailat gharam) : Elle-même
- 1952 : Le Conquérant (Muntasir, El)
- 1952 :  La Mère Criminelle (mm el katila, El)
- 1952 : Les Fleurs charmantes (Zuhur el fatina, El)
- 1953 :  Est-ce ma Faute? (Hira wa chebab Ana zanbi eh?)
- 1953 : Ibn al ajar
- 1956 : La Sangsue (Shebab emraa) : Shafaat
- 1959 :  L'amour jusqu'au culte
- 1961 : L'Épée de l'Islam (Wa Islamah) : Chajar ad-Durr
- 1963 :  La Mère de la mariée (Imm el aroussa) : Zeineb
- 1964 : La Route (Tareek, al)
- 1969 : Bonjour, ma chère épouse (Sabah el Kher ya Zawgati el Aziza)
- 1975 : Karnak : La mère de Zeinab
- 1977 : Le Porteur d'eau est mort (Saqqa mat, al)
- 1985 : Adieu Bonaparte (Weda'an Bonapart) : La sage femme
- 1990 : Alexandrie, Encore et Toujours (Iskanderiya, kaman wi kaman)
- 1993 : Marcides

### Note
1. ↑  Son année de naissance fait l'objet d'une controverse. Selon Barbara Sellers-Young (en), elle est née en 1915. Selon l'Encyclopædia Britannica, elle est née en 1919. Selon la nécrologie du New York Times, elle est née en 1920